# Kituwah
Die historische Niederlassung amerikanischer Ureinwohner Kituwah, auch Kituwa, Keetowah, Kittowa, Kitara und ähnliche Schreibweisen oder giduwa (Cherokee:ᎩᏚᏩ), am Ufer des Tuckasegee River wird von den Cherokee als ihre ursprüngliche Siedlung betrachtet. Ein um 1000 n. Chr. aufgebauter Erdhügel (Mound) markiert hier eine zeremonielle Stätte. Für die Cherokee ist Kitowah eine der Sieben Mutter-Städte ihres früheren Heimatlandes im Südosten der Vereinigten Staaten. Die Stätte liegt im Swain County, North Carolina, in den Great Smoky Mountains. Das heutige Bryson City wurde in der Nähe von euro-amerikanischen Siedlern aufgebaut, nachdem die Cherokee durch den Indian Removal Act aus der Region vertrieben wurden. 1973 wurde Kituwah wegen seiner Bedeutung in das National Register of Historic Places aufgenommen.
Seit der Mitte des 19. Jahrhunderts wird der Begriff Keetoowah mit Cherokee, ursprünglich nur Vollblutcherokee, assoziiert, die eine Art religiösen Nationalismus verfolgten. Sie waren mit den Bräuchen des Stammes vor dem Kontakt mit Weißen verhaftet. Konservative Abkommen der Cherokee, die in den 1810ern und 1820ern nach Arkansas und ins Indian Territory umsiedelten, bildeten den heute staatlich anerkannten Stamm des United Keetoowah Band of Cherokee Indians (UKB). Während des 19. Jahrhunderts, nach der Zwangsumsiedlung ins Indian Territory, gab es Cherokeegruppen, die sich mit den Keetoowah identifizierten. Manchmal bildeten sie Geheimgesellschaften, in denen sie ihre Rituale und heiligen Zeremonien bewahrten.

## Geschichte
Kituwah ist der Standort eines historischen Mounds (dt. Erdhügel), der um 1000 u. Z. erbaut wurde. Für die Cherokee ist die Stätte heilig. Zur Zeit der Ankunft der Europäer wurde die Vegetation auf dem Erdhügel regelmäßig von den Cherokee abgebrannt, um den Hügel für den Anbau nutzen zu können. Möglicherweise war es auch ein Ritual, um den Hügel zu erhalten und sichtbar, frei von Bäumen, zu halten. Das Unterholz abzubrennen, war Teil der bei den Cherokee üblichen nachhaltigen Landwirtschaft.
Nachdem die euro-amerikanischen Siedler in den 1830ern in die Gebiete der Cherokee Nation eingedrungen waren und ihre Vertreibung aus dem Südosten durchgesetzt hatten, pflügten sie den Erdhügel mehrfach für den Maisanbau um. Der Hügel ist zwar immer noch sichtbar, jedoch ist er deutlich niedriger als er ursprünglich war. Während der Periode der Nutzung durch die Euro-Amerikaner lag der Hügel innerhalb einer größeren Besitzung, des Ferguson's Field.
Der verbliebene Erdhügel hat einen Durchmesser von rund 52 Metern und ist 1,50 Meter hoch, obwohl Archäologen festgestellt haben, dass er höher war. Nach der mündlichen Überlieferung der Cherokee hatten sie ein Gebäude auf der Kuppe des Hügels gebaut, in dem ihre heilige Flamme brannte.
Menschen der Woodland- und der Mississippi-Kultur bauten häufig solche Erdhügel, und Überreste sind im ganzen Mississippigebiet und dem Ohio Tal gefunden worden. Das Gebiet dieser Kulturen schloss das heutige
Tennessee im Westen, Georgia im Südosten, Louisiana im Südwesten, Ohio, Indiana, Illinois und Missouri im Nordwesten ein. Die Mississippi-Kultur war nachweislich um 1000 u. Z. im heutigen westlichen North Carolina heimisch Joara war ein regionales Chiefdom (Stammesfürstentum) der Kultur, dem spanische Entdecker im späten 16. Jahrhundert begegneten und die Begegnung aufzeichneten. Andere Stätten der Mississippi-Kultur wurden in Richtung Südwesten bis zu dem später Kitowah genannten Dorf identifiziert. Die Stämme der Mississippi-Kultur waren Teil eines großräumigen Handelsnetzes das Chiefdoms im ganzen Osten der heutigen Vereinigten Staaten; ihr Netzwerk reichte von der Golfküste bis zu den Großen Seen. Archäologen gehen davon aus, dass die kleineren Chiefdoms schlussendlich von den wachsenden und größeren Catawba- und Cherokeestämmen absorbiert wurden.
Die Bewohner von Kituwah, auch bekannt als Ani-kitu-hwagi, beeinflussten Siedlungen entlang der Flussläufe des Tuckasegee und Little Tennessee. Die Menschen der Region wurden Kituwah oder Keetoowah genannt. Nachdem die Kituwah für den Schutz der nördlichen Grenzen zu den Irokesen und Algonkin verantwortlich waren, wurde die Bezeichnung im Lauf der Zeit synonym zu Cherokee verwendet. Obwohl die Sprache der Cherokee zur irokesischen Sprachfamilie gehört, wird davon ausgegangen, dass der Stamm bereits im 14. oder 15. Jahrhundert in der Frühphase der Bildung der Five Nations von den Großen Seen nach Südosten migrierte. Die historische Stätte der Mutterstadt Kituwah liegt innerhalb des Qualla Boundary, das den Cherokee seit dem 20. Jahrhundert als anerkanntes Stammesgebiet gehört.
Während des Cherokee-Krieges (1758–1761), benutzte der britische General James Grant seine Truppen, um die historische Siedlung Kituwah zu zerstören. Die Bewohner zogen westwärts und ließen sich in Mialoquo, einer Siedlung auf einer Insel im Little Tennessee River unter den Overhill Cherokee nieder. Ein späterer Anführer dieser Gruppe war Dragging Canoe, der Sohn von Attakullakulla. Als er die Krieger in den Südwesten führte, um die Kolonisten in Osttennessee zu bekämpfen, folgte ihm die ganze Bevölkerung, inklusive der ehemaligen Bewohner von Kituwah.
In den 1820ern verloren die Cherokee, aufgrund von Landabtretungen an die Regierung, die Kontrolle über Kituwah.

### Rückgewinnung im 20. Jahrhundert
Die Cherokee konnten ihre Mutterstadt bis 1996 nicht zurückgewinnen, dann jedoch kaufte das Eastern Band of the Cherokee Indians die Stätte und ein umliegendes Gebiet von 125 Hektar. Eine archäologische Untersuchung von Kituwah zeigte 1997 ein Dorf aus dem 18. Jahrhundert mit einer Fläche von rund 26 Hektar auf dem Gelände. Die Dichte der Artefakte lässt eine lange Periode der Besiedlung vermuten. Die Cherokee debattierten, wie das Land zu nutzen sei, einige schlugen eine Verwendung für Gemeindeeinrichtungen vor. Nichtinvasive archäologische Untersuchungen ergaben 15 Begräbnisstätten, möglicherweise bis hin zu 1000 wären möglich. Ein Gradiometer wurde eingesetzt und die Überreste zahlreicher Feuerstätten konnten gefunden werden, eine genau im Zentrum des Hügels, bei der es sich möglicherweise um das Heilige Feuer der Cherokee gehandelt hatte.
Nach solchen Entdeckungen glauben viele Cherokee, dass jede Entwicklung des Gebiets mit der heiligen Natur der Stätte in Einklang stehen müsse. Sie planen Nutzungen, die der Erneuerung und dem Wohlbefinden der Gemeinde dienen sollen. Die Eastern Cherokee haben zwei Jugendeinrichtungen unterstützt, die sich auf die traditionellen Wege der Spiritualität konzentrieren.

## Traditionen
Die mündlichen Überlieferungen der Cherokee erzählen, dass alle Cherokee in Kituwah siedelten, nachdem sie von den Großen Seen und dem südlichen Kanada migrierten. Die Cherokee erzählen, dass dies vor 4000 Jahren geschah, archäologische und kulturelle Nachweise stützen die Überlieferung, aber es gibt keinen wissenschaftlichen Konsens über die Zeit der Ankunft im Südosten.
Die historischen Cherokee hatten ein vererbbares Priestertum, das Ah-ni-ku-ta-ni genannt wurde, möglicherweise wurde diese Form des Priestertums von einem anderen Stamm übernommen. Nach den Forschungen des Ethnologen James Mooney im frühen 20. Jahrhundert behandelten die Cherokee die Ah-ni-ku-ta-ni mit großem Respekt und fürchteten sie. Sie waren nicht wie die sonstigen Häuptlinge, sondern wurden in zwei Gruppen geteilt: Die ugus (Eulen), weiße Häuptlinge, die mit Zeiten des Friedens oder einem Friedensstreben assoziiert wurden, und colona (Raben), rote Häuptlinge, die während der Zeiten des Krieges das Volk anführten. Einige konservative Cherokee identifizieren sich mit dem Autonym Ah-ni-ki-tu-wa-gi, in einigen Dialekten der Oklahoma-Stämme auch Ki-tu-wa or Gi-du-wa, was Kitowah-Menschen bedeutet. Die Bedeutung des Wortes Kituwah ist den Nutzern der heutigen Cherokeesprache bekannt, es wird jedoch wegen seiner Heiligkeit nur selten verwendet.
Die Mutterstadt zu ehren war analog zur Ehrung Selus, der Kornmutter der Cherokee. Mütter zu ehren ist ein wichtiges Konzept in der Kultur der Cherokee, weit bis in das 20. Jahrhundert hatten die Cherokee ein matrilineares Verwandtschaftssystem. Die Mitgliedschaft im Clan, das Erbe und der Status wurden durch die mütterliche Linie vererbt, Kinder gehörten zur Familie und dem Clan ihrer Mutter.
Die Green-Corn-Zeremonie, einer der zwei uralten Tänze, wurde möglicherweise in Kituwah praktiziert. Der Tanz wird ye-lu-le (zum Zentrum) genannt. Während des Tanzes rufen die Tänzer ye-lu-le und bewegen sich in Richtung eines Feuers in der Mitte des Kreises der Tänzer. Der Tanz symbolisiert die rituelle Verteilung des Heiligen Feuers, entsprechend ihren mündlichen Legenden. Während der Green-Corn-Zeremonie wurden Kohlen eines neuen Feuers an alle Cherokee verteilt. Diese wurden dann genutzt, um die zeremoniellen Feuer in den Dörfern anzuzünden, ohne die die neue Ernte nicht gegessen werden konnte. Die Herdfeuer der Gemeinschaften der Cherokee wurden vor der Zeremonie ausgelöscht und mit Kohlen des neuen Feuers während den Green-Corn-Tänze wieder entzündet.